# Maradki

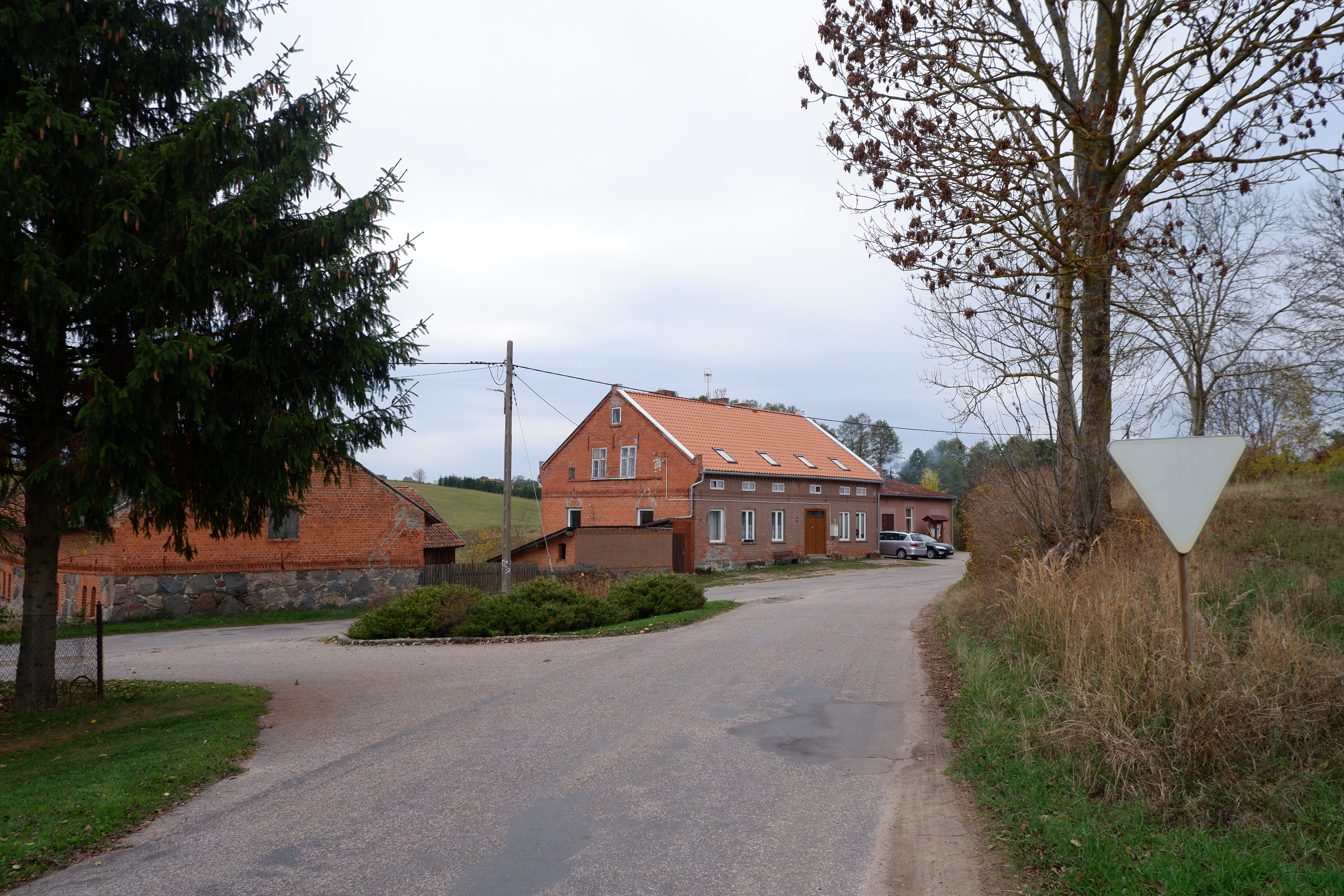
Dorfmitte

Maradki (deutsch Maradtken) ist ein Dorf in der polnischen Woiwodschaft Ermland-Masuren. Es gehört zur Landgemeinde Sorkwity (deutsch Sorquitten) im Powiat Mrągowski (Kreis Sensburg).

## Geographische Lage
Maradki liegt am Südufer des Jezioro Lampackie (deutsch Sorquitter See, Lampatzki-See) inmitten der Woiwodschaft Ermland-Masuren, 13 Kilometer südwestlich der Kreisstadt Mrągowo (deutsch Sensburg).

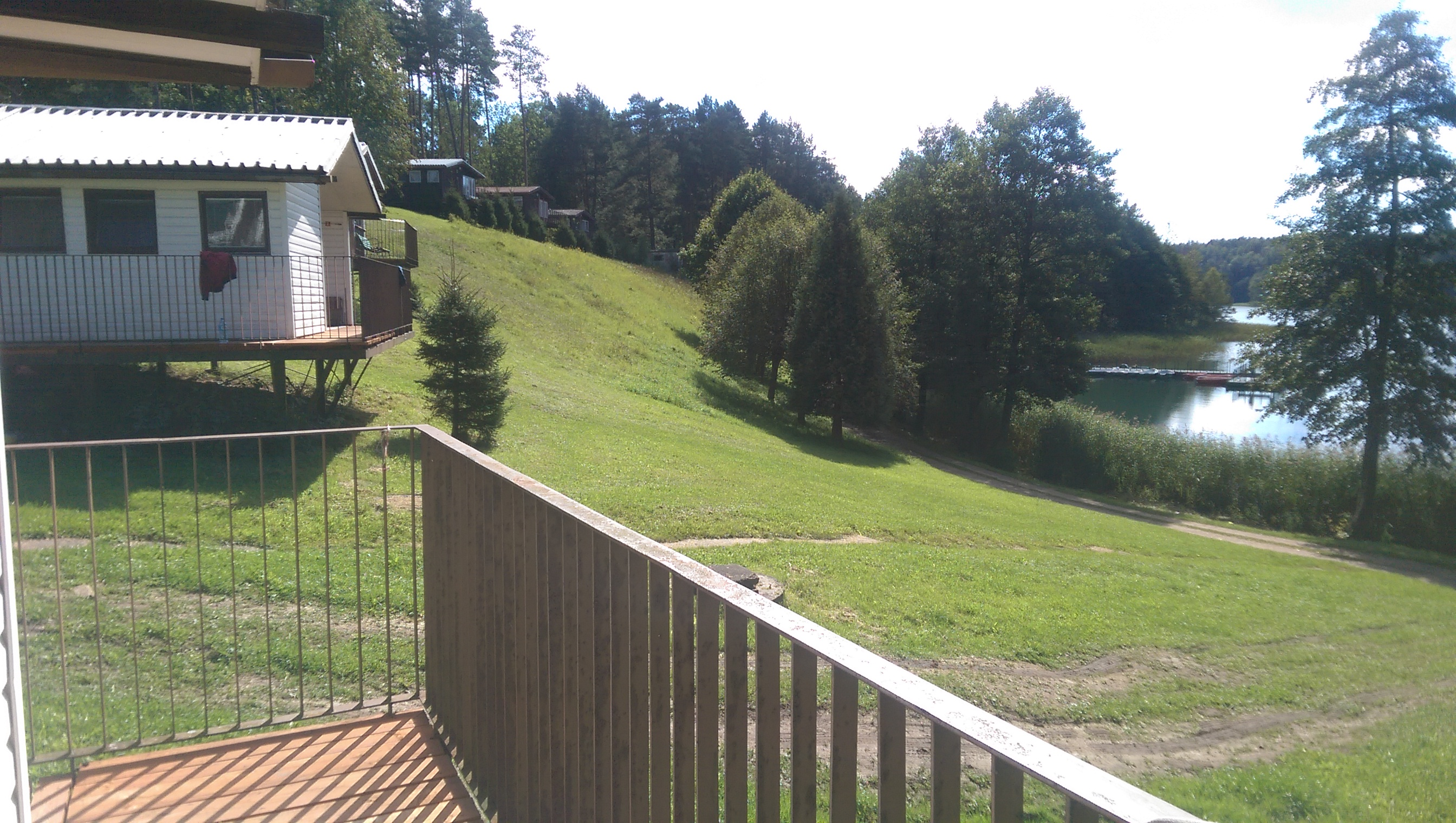
Am Seeufer in Maradki

## Geschichte

### Ortsgeschichte
1391 ist das Gründungsjahr des nach 1785 Maratken, nach 1818 Marattken und 1839 Maradken genannten Dorfes. In jenem Jahr verschrieb Philipp Wildenau dem Lubau das Gut Maradtken, aus dem später das gleichnamige Freidorf erwuchs. Von 1874 bis 1945 war die Landgemeinde Maradtken in den Amtsbezirk Borowen (polnisch Borowe) eingegliedert, der – 1938 in „Amtsbezirk Prausken“ umbenannt  – zum Kreis Sensburg im Regierungsbezirk Gumbinnen (ab 1905: Regierungsbezirk Allenstein) in der preußischen Provinz Ostpreußen gehörte. In Maradtken eingemeindet waren die Ortschaften Maradtkenwalde (polnisch Maradzki Chojniak) und Maradtkenwolka (1938 bis 1945 Maradtken Abbau, polnisch Wola Maradzka).
Aufgrund der Bestimmungen des Versailler Vertrags stimmte die Bevölkerung im Abstimmungsgebiet Allenstein, zu dem Maradtken gehörte, am 11. Juli 1920 über die weitere staatliche Zugehörigkeit zu Ostpreußen (und damit zu Deutschland) oder den Anschluss an Polen ab. In Maradtken stimmten 360 Einwohner für den Verbleib bei Ostpreußen, auf Polen entfielen keine Stimmen.
Als 1945 in Kriegsfolge das gesamte südliche Ostpreußen an Polen überstellt wurde, war auch Maradtken davon betroffen. Es erhielt die polnische Namensform „Maradki“ und ist heute Sitz eines Schulzenamtes (polnisch Sołectwo), in das auch die Nachbarorte Głodowo (deutsch Glodowen, 1938 bis 1945 Hermannsruh), Maradzki Chojniak (Maradtkenwalde) und Wilamówko einbezogen sind. Maradki gehört zum Verbund der Landgemeinde Sorkwity (Sorquitten) im Powiat Mrągowski (Kreis Sensburg), bis 1998 der Woiwodschaft Olsztyn, seither der Woiwodschaft Ermland-Masuren zugehörig.

### Einwohnerzahlen
| Jahr | Anzahl |
| ---- | ------ |
| 1818 | 166    |
| 1839 | 254    |
| 1867 | 496    |
| 1885 | 542    |
| 1898 | 576    |
| 1905 | 471    |
| 1910 | 511    |
| 1933 | 397    |
| 1939 | 367    |
| 2011 | 146    |

## Kirche
Bei der Volkszählung im Jahre 1905 waren von den 471 Einwohnern in Maradtken 438 evangelischer und 33 katholischer Konfession. Das Dorf war in die evangelische Kirche in Ribben in der Kirchenprovinz Ostpreußen der Kirche der Altpreußischen Union sowie in die katholische Kirche in Kobulten im damaligen Bistum Ermland eingepfarrt. Heute gehört Maradki zur evangelischen Kirchengemeinde Rybno, einer Filialgemeinde der Pfarrei Sorkwity in der Diözese Masuren der Evangelisch-Augsburgischen Kirche in Polen, und außerdem zur katholischen Pfarrei Rybno im jetzigen Erzbistum Ermland innerhalb der polnischen katholischen Kirche.

## Verkehr
Maradki ist von der polnischen Landesstraße 16 (einstige deutsche Reichsstraße 127) von Sorkwity (Sorquitten) aus über eine Nebenstraße in Richtung Rozogi (Rosoggen) zu erreichen, außerdem über eine Landstraße von Wola Maradzka (Maradtkenwolka, 1938 bis 1945 Maradtken Abbau) und Maradzki Chojniak (Maradtkenwalde). Eine Anbindung an den Schienenverkehr besteht nicht.